# Phonsavan
Phonsavan is de hoofdstad van de provincie Xhieng Khuang in Laos sinds 1975. De stad heeft ongeveer 60.000 inwoners. Tijdens de burgeroorlog in Laos hebben vele gevechten in dit gebied plaatsgehad. Er ligt een vliegveld bij deze stad.